# 巴拿馬運河醜聞

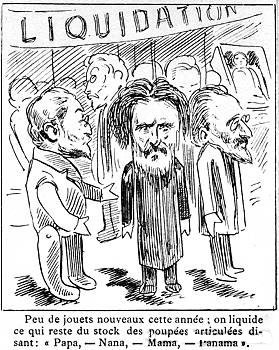
1892年巴拿马丑闻的讽刺漫画，上书：“本年度的几个新玩具：我们正在清偿所有运行起来会发出“爸爸（Papa）、奶奶（Nana）、妈妈（Mama）、巴拿马（Panama）”的旋转木马股票”

巴拿馬運河醜聞，也称为巴拿马丑闻或巴拿马事件，是1892年法兰西第三共和国时期爆发的一次腐败丑闻。此次事件涉及一家试图建造巴拿马运河的法国公司，该公司因财务问题造成近5亿法郎损失，而法国政府官员因收受贿赂而对此保持沉默。该事件被视为是19世纪最严重的财政腐败事件。